# 阿尔乔姆·久巴
阿尔乔姆·谢尔盖耶维奇·久巴（俄語：Артём Сергеевич Дзюба，發音：[ɐˈrtʲɵm sʲɪrˈɡʲe(j)ɪvʲɪdʑ ˈdzʲubə]，1988年8月22日—）是一名俄罗斯职业足球运动员，场上司职前锋，他也代表俄罗斯出战国际比赛。

## 俱乐部生涯

### 莫斯科斯巴达
久巴1988年出生于苏联莫斯科。他出自莫斯科斯巴达克的足球学校，2005年开始为莫斯科斯巴达的预备队出战。2006年，在一场俄罗斯杯对阵乌拉尔的比赛中，第85分钟，久巴替换罗曼·帕夫柳琴科出场，完成他在一线队的首秀。同一年，在俄超第12轮对阵莫斯科土星俱乐部的比赛中，他替补出场，完成了在联赛中的第一次登场。首赛季久巴替补出场7次，但是没能够进球。
2007年, 久巴出现在首发阵容当中。 杯赛对阵新西伯利亚，久巴打进了制胜一球，这同时也是他一线队的首个进球。在俄超第五轮比赛面对托木斯克汤姆，他打进联赛首球。赛季结束，久巴21场出场共打进5球。
2008年, 久巴在联赛中出场16次，但仅在19轮面对莫斯科迪纳摩时打进扳平比赛的一球， 比赛以1-1收场。 他也在杯赛对阵布良斯克迪纳摩打进两球。
久巴也参加了俱乐部的欧洲赛事。在欧联杯最后一轮小组赛, 久巴面对托特纳姆热刺在上半场打入两球。但是下半场热刺立刻还以颜色，比赛最终以2-2收场，莫斯科斯巴达惨遭淘汰。
2009年八月，托木斯克汤姆从莫斯科斯巴达克俱乐部租借久巴，直到12月为止。
2010年十二月久巴重回莫斯科斯巴达。 不久，他开始和俱乐部在一线队合训。主教练卡尔平希望久巴打中锋的位置，不过久巴更喜欢打边锋。在热身赛中久巴表现出色，并且在联赛中延续着优秀的发挥，使得他在对巴塞尔的比赛中赢得了首发，这也是他在2011年为斯巴达队踢的第一场正式比赛。久巴在比赛中巧妙的骗过门将打进一球， 最终斯巴达3：2获胜， 久巴也成功当选比赛最佳球员。 在2010/11赛季欧洲联赛四分之一决赛对阵波尔图，久巴连续过掉两名后卫后打进一球。
尽管在欧洲赛场莫斯科斯巴达队表现出色（包括4—0大胜阿贾克斯），莫斯科斯巴达克在俄超的开始阶段却表现奇差。赛季结束时球队实现了逆转，从赛季初期排名联赛倒数第一，到结束时取得了联赛第二名，球队得以晋级 2012–13 赛季欧洲冠军联赛。久巴在这个赛季成为了球队的领袖之一, 出战41场打进11个进球，为球队夺得了宝贵的欧冠入场券。同时他的技术也在不断进步，逐渐成为一名优秀的球员。由于久巴优异的表现，他多次当选本月最佳球员。
在2013年夏天，久巴被球队租借到罗斯托夫一个赛季。 久巴不负众望，首场比赛便为新球队打进两个进球。更可贵的是，他还当选了该月俄超最佳球员。然而，在久巴首次为俄罗斯国家队出场，2014年世界杯预选赛对阵北爱尔兰队的比赛中，很多专家质疑他的发挥并不优秀。久巴有没有足够的信心和能力进入2014年世界杯俄罗斯队的23人大名单中还存有疑问。
久巴以他的真性情和乐观的态度而出名，他也很愿意和记者沟通。他曾经说过，“如果笑能让人长寿，那么我将永远不会死去”。

### 聖彼得堡澤尼特
2021年10月16日，在對陣圖拉兵工廠的比賽中，久巴為澤尼特打進了他的第100個進球。10月24日，久巴在對陣莫斯科斯巴達的比賽中打破了俄超历史上进球最多的纪录。

## 榮譽

### 球會
羅斯托夫
- 俄罗斯杯冠軍：2013-14賽季

 聖彼得堡澤尼特
- 俄羅斯足球超級聯賽冠軍：2018-19，2019-20，2020-21[8]賽季
- 俄罗斯杯冠軍：2015-16，2019-20賽季
- 俄羅斯超級盃冠軍：2015，2016，2020，2021[9]年

### 個人
- 斯巴達小金豬獎：2006年
- 罗斯托夫球迷年度最佳球員：2013-14賽季
- 俄羅斯足球先生：2018年